# 呋喃糖
呋喃糖是一类单糖的形式，其具有以4个碳原子和1个氧原子形成的五元环结构。呋喃糖也可说是：单糖分子中的C-4位羟基与C-1位醛基缩合生成五元环的半缩醛。呋喃糖的名称来源于它与氧杂环呋喃的相似性，但呋喃糖没有双键。
呋喃糖常见的例子如：五碳糖的核糖、木糖、阿拉伯糖等，它们通常以呋喃型（furan form）或称呋喃糖型（furanose form）存在。六碳糖如葡萄糖、果糖、半乳糖等，也常可形成呋喃糖型，且常与吡喃糖型互相转化。

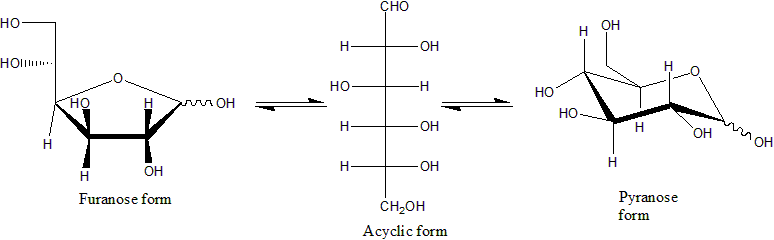
D-葡萄糖的呋喃糖型、无环型（开链型）和吡喃糖型间的转化

- β-d-呋喃核糖
（β-D-ribofuranose）
——五碳糖的呋喃型
- β-d-呋喃果糖
（β-D-fructofuranose）
——六碳糖的呋喃型

## 結構

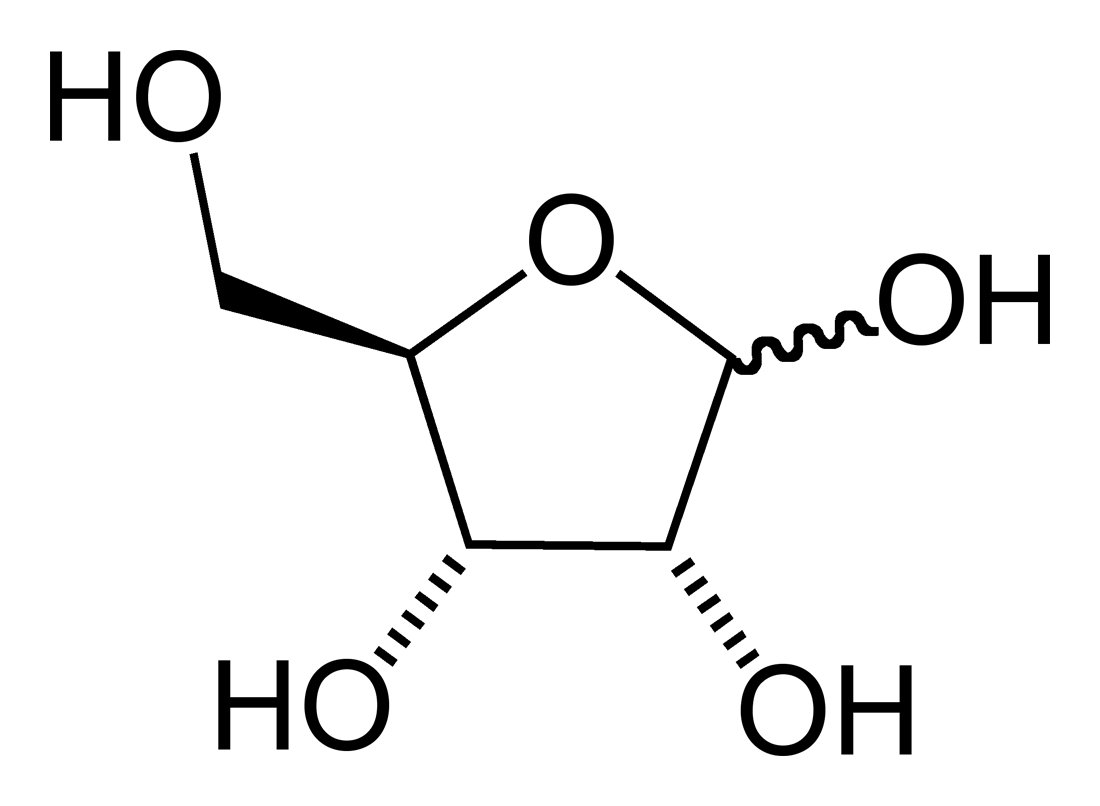
核糖的呋喃糖型化學架構，波浪狀的鍵表示其為β-呋喃核糖（β-ribofuranose）和α-呋喃核糖（α-ribofuranose）的混合物。

呋喃糖是一個戊醛糖的環狀半縮醛或是一個己酮糖的環狀半縮酮。
呋喃糖環的結構是由四個碳原子和一個氧原子與在氧右邊的異頭碳所構成。最高編號的手性碳(通常會在哈沃斯投影式中氧的左側)可以確定結構是否具有 d-組態或是L-組態。在一個L-組態的呋喃糖中，最高編號手性碳的取代基在平面之外有向下的傾向；而在一個D-組態 的呋喃糖中，最高編號手性碳則會朝上。
呋喃糖環會具有α構型或是β構型，取決於異頭羥基基團的方向。在一個D-組態的呋喃糖中，羥基基團朝下會是α構型；羥基基團朝上則會是β構型，這和L-組態的呋喃糖剛好是相反的。通常情況下，異頭碳會在溶液中發生變旋，產生一種α-β構型的平衡混合物。
- α-D-异呋喃糖
（α-D-allofuranose）
- β-D-异呋喃糖
（β-D-allofuranose）